# Мангетти
Мангетти — национальный парк, расположенный на севере Намибии. Основан в 2008 году, площадь — 420 км².

## Общее описание
Национальный парк Мангетти расположен в восточной части Калахари, примерно в 100 км к юго-западу от города Рунду, ранее этот район рассматривался как угодья для разведения редких и исчезающих видов. Природные условия местности — равнинный ландшафт на северо-западе, а к юго-востоку основной формой рельефа являются древние дюны. Земля была первоначально отведена для природоохранных целей органом общинного управления Уквангали. Мангетти относится к новому поколению парков, нацеленных на сокращение сельской бедности посредством развития туризма, совместного управления и использования его преимуществ на благо местных общин. Это один из новых национальных парков Намибии, который уже стал туристической достопримечательностью на северо-востоке страны, защищая при этом дикую природу. Он также принес ощутимые социально-экономические выгоды местным общинам. Территория была объявлена охраняемой в 2008 году.

## Флора
Растительность: деревья и кустарники саванн. Тип растительности: Северо-восточный лес Калахари. Растительность на гребнях дюн заметно отличается от таковой в долинах дюн. Древесная растительность Калахари доминирует над гребнями дюн Мангетти, тогда как смешанная растительность саванны характеризует долины дюн. Монгонго (Schinziophyton rautanenii), серебряные терминалии (Terminalia sericea), вариабельный комбретум (Combretum collinum), Коммифора Commiphora, верблюжья акация (Acacia erioloba) и акация черноплодная (Acacia mellifera).

## Фауна
Черная антилопа, гиеновидная собака, леопард, гиена, голубой гну, орикс, большой куду, дукеры, обыкновенный стенбок, каракал, степной кот, слон, африканский ушастый гриф, орел-скоморох, каменный орёл, Мейеров длиннокрылый попугай и полосатый зимородок.

## Охрана и режим посещений
Парк в настоящее время открыт только для дневного посещения.